# Marjorie Eaton
Marjorie Lee Eaton (5 de fevereiro de 1901 – 21 de abril de 1986) foi uma pintora, fotógrafa e atriz americana.

## Biografia
Eaton nasceu em Oakland, Califórnia, e foi criada em Palo Alto. Frequentou a Katherine Delmar Burke School e se formou em 1920. Estudou no The Art Institute of Boston, em Florença, Itália e em Paris.
Em 1925, a madrasta de Eaton, Edith Cox Eaton, comprou a histórica casa de Juana Briones de Miranda em Palo Alto e ela se tornou uma célebre colônia de arte e casa de família até 2011, quando foi demolida. A artista Lucretia Van Horn e a escultora Louise Nevelson passaram períodos significativos lá, assim como Marjorie. Em 1939, Marjorie projetou e construiu seu próprio adobe perto da casa dos Briones, trabalhando em estreita colaboração com o renomado arquiteto Gregory Ain. Marjorie Eaton teve aulas de pintura com Hans Hofmann na Liga de estudantes de Arte de Nova York e depois dividiu um estúdio com Louise Nevelson, que conheceu na Liga. Marjorie e Louise moravam no mesmo andar de Diego Rivera e Frida Kahlo e os quatro se tornaram amigos íntimos e colegas artistas.
Embora treinada no método de atuação de Stanislávski, a escolha inicial de carreira de Marjorie Eaton foi trabalhar como arquiteta ou artista comercial. Antes de atuar, ela ingressou na colônia de arte em Taos, Novo México, de 1928 a 1932, e no México, de 1933 a 1935, onde morou e trabalhou com Diego Rivera em locações no norte do México. Ela ganhou "uma reputação de trabalho figurativo modernista com linhas ousadas, cores fortes e influência cubista". Sua pintura "Taos Ceremony" foi exibida em dezembro de 2008 como parte de uma exposição retrospectiva "Colorado and the Old West", que exibiu obras de arte dos séculos 19 e 20 relacionadas ao Colorado e ao Novo México. No entanto, ela achou impossível ganhar a vida como artista mulher, então desistiu totalmente da pintura e passou a atuar.
Eaton apareceu tanto no cinema quanto no palco, atuando em várias peças da Broadway. Ela fez sua estreia no cinema (sem créditos) em Anna and the King of Siam em 1946. Os papéis posteriores incluíram Hester Forstye em That Forsyte Woman (1949), Madame Romanovitch em Night Tide (1961), o papel principal de Hetty March no filme B de ficção científica de baixo orçamento Monstrosity (1963), Miss Persimmon em Mary Poppins (1964) e Irmã Ursula em The Trouble with Angels (1966).
Em 1979, aos 78 anos, Eaton filmou uma cena para o segundo filme de Star Wars, The Empire Strikes Back, no qual ela interpretou o papel do Imperador Palpatine, sob maquiagem pesada. Ela foi uma das duas atrizes que filmaram a cena maquiada, sendo a outra Elaine Baker (esposa do maquiador Rick Baker). O personagem final tinha olhos de chimpanzé sobrepostos e foi dublado por Clive Revill. Nenhuma das mulheres recebeu crédito na tela e as fontes discordam sobre qual atriz apareceu no filme final. A cena foi substituída por uma com Ian McDiarmid para a edição especial de 2004.
Em março de 1986, Eaton sofreu um derrame. Em 21 de abril de 1986, ela morreu na casa de sua infância em Palo Alto, cercada por duas sobrinhas e um sobrinho por casamento. Após os serviços fúnebres, suas cinzas cremadas foram espalhadas em dois lugares: metade na propriedade onde ela cresceu e metade em Taos, onde passou anos como artista.

## Filmografia

### Cinema
- Anna and the King of Siam (1946) como Miss MacFarlane (sem créditos)
- The Time of Their Lives (1946) como Bessie (sem créditos)
- Mourning Becomes Electra (1947) como mulher em casa
- A Woman's Vengeance (1948) como empregada doméstica (sem créditos)
- The Snake Pit (1948) como paciente (sem créditos)
- That Forsyte Woman (1949) como Hester Forsyte
- The Story of Seabiscuit (1949) como Miss Newsome (sem créditos)
- The Vicious Years (1950) como Zia Lola
- Hollywood Story (1951) como Mulher de Aparência Estranha (sem créditos)
- Rose of Cimarron (1952) como Mulher da cidade (sem créditos)
- Hold That Line (1952) como Miss Whitsett (sem créditos)
- Zombies of Mora Tau (1957) como avó Peters
- Witness for the Prosecution (1957) como Miss O'Brien (sem créditos)
- Night Tide (1961) como Madame Romanovitch
- The Three Stooges in Orbit (1962) como Sra. McGinnis (sem créditos)
- Monstrosity/The Atomic Brain (1963) como Hetty March
- Mary Poppins (1964) como Miss Persimmon
- The Trouble with Angels (1966) como Irmã Ursula
- Yours, Mine and Ours (1968) como governanta #3
- Bullitt (1968) como Sra. Larkin (sem créditos)
- Hail, Hero! (1969) como tia de Carl
- Harold and Maude (1971) como Madame Arouet (sem créditos)
- Hammersmith Is Out (1972) como Princesa
- The Killing Kind (1973) como Sra. Orland
- The Reincarnation of Peter Proud (1975) como Senhora da astrologia
- Cardiac Arrest (1980) como Sra. Swan
- The Attic (1980) como Sra. Fowler
- The Empire Strikes Back (1980) como 
O Imperador (dublado por Clive Revill) (sem créditos)
- Street Music (1981) como Mildred
- Crackers (1984) como Sra. O'Malley (último papel no cinema)

### Televisão
- The Lone Ranger (1 episódio, 1950) como Essie Newton
- Hallmark Hall of Fame (1 episódio, 1953)
- Studio One in Hollywood (1 episódio, 1954) como Marha
- Robert Montgomery Presents  (2 episódios, 1952-1955)
- The Adventures of Jim Bowie (1 episódio, 1957) como Mme. Beaubrun
- The Loretta Young Show (1 episódio, 1959) como Sara
- Alcoa Presents: One Step Beyond (1 episódio, 1959) como Miss Parsons
- My Three Sons (2 episódios, 1960-1961) como Cynthia Pitts
- Alfred Hitchcock Presents (1962) (7ª Temporada, Episódio 16: "The Case of M.J.H.") como senhoria
- Bob Hope Presents the Chrysler Theatre (1 episódio, 1963) como velha
- Mr. Terrific (1 episódio, 1967) como Princesa
- Then Came Bronson (1 episódio, 1969) como Madame Vanya
- The F.B.I. (1 episode, 1970) como Sra. Elbert
- The Streets of San Francisco (1 episódio, 1973)
- The Waltons (1 episódio, 1973) como Sra. Crofut

## Teatro
Os créditos de Eaton na Broadway incluem Merchant of Venice, Bell, Book and Candle em 1950, In the Summer House em 1953, e One Eye Closer em 1954.